# Wybory parlamentarne w Rumunii w 2012 roku

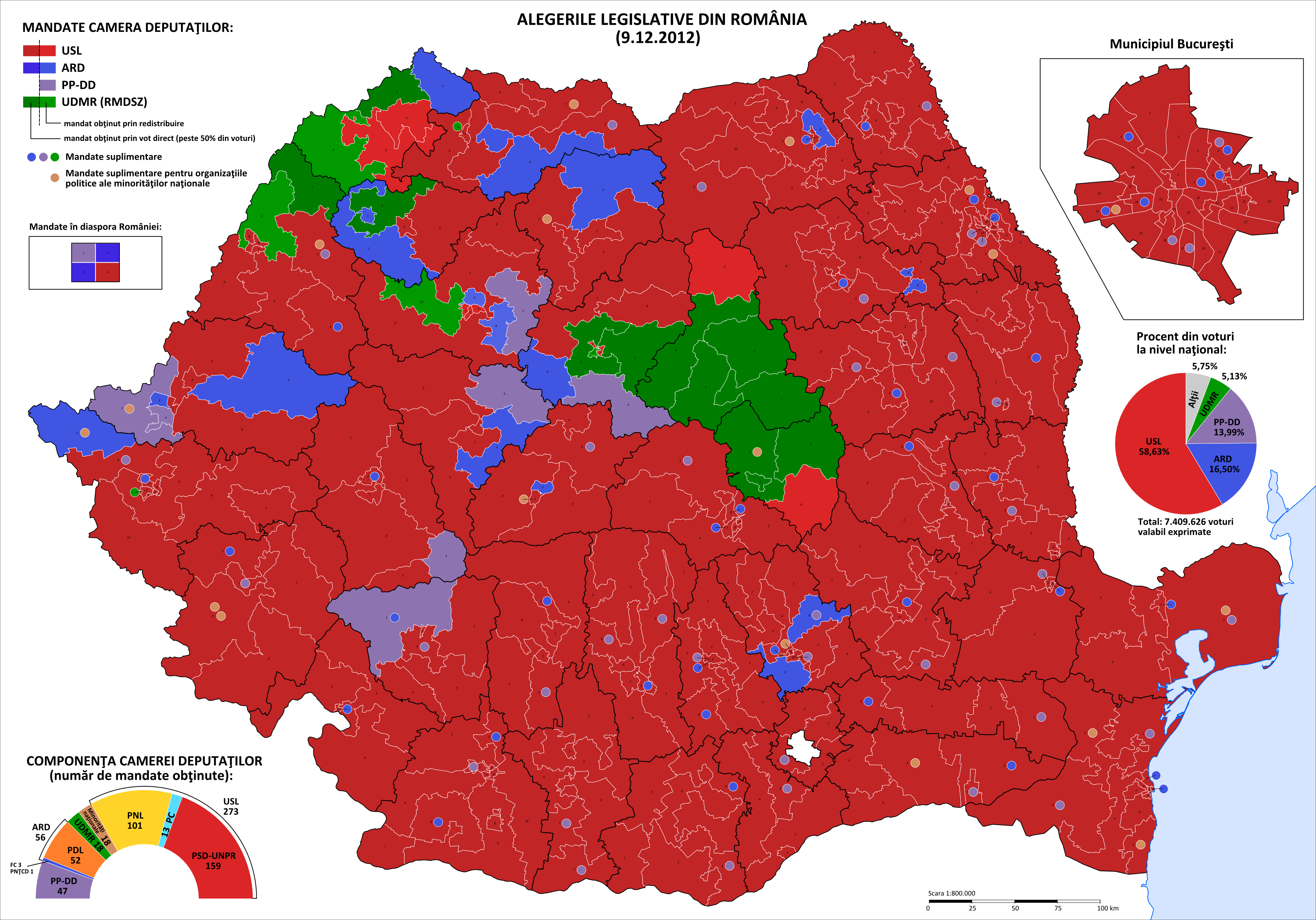
Zwycięzcy wyborów di Izby Deputowanych w poszczególnych jednostkach terytorialnych

Wybory parlamentarne w Rumunii w 2012 roku odbyły się 9 grudnia 2012. W ich wyniku zostało wybranych 412 posłów do Izby Deputowanych oraz 176 członków Senatu. Frekwencja wyniosła 47,1%. Wybory zakończyły się zdecydowanym zwycięstwem centrolewicowej koalicji pod nazwą Unia Socjalno-Liberalna, która skupiła siły skonfliktowane z prezydentem Traianem Băsescu i wspierające powołany wcześniej w tym samym roku gabinet Victora Ponty.

## Izba Deputowanych
| Lista wyborcza | Głosy     | %    | Mandaty                   |
| --- | --------- | ---- | ------------------------- |
| Unia Socjalno-Liberalna Partia Socjaldemokratyczna Partia Narodowo-Liberalna Partia Konserwatywna Narodowy Związek na rzecz Rozwoju Rumunii | 4 327 475 | 58,6 | 273 (150) (100) (13) (10) |
| Sojusz Rumuńskiej Prawicy Partia Demokratyczna Siła Obywatelska Partia Narodowo-Chłopska-Chrześcijańsko-Demokratyczna                       | 1 219 973 | 16,5 | 56 (52) (3) (1)           |
| Partia Ludowa – Dan Diaconescu | 1 032 208 | 14,0 | 47                        |
| Demokratyczny Związek Węgrów w Rumunii | 380 513   | 5,1  | 18                        |
| Partia Wielkiej Rumunii | 92 239    | 1,2  | 0                         |
| Ekologiczna Partia Rumunii | 58 051    | 0,8  | 0                         |
| Ugrupowania mniejszości narodowych |           |      | 18                        |
| Razem |           |      | 412                       |

## Senat
| Lista wyborcza | Głosy     | %    | Mandaty               |
| --- | --------- | ---- | --------------------- |
| Unia Socjalno-Liberalna Partia Socjaldemokratyczna Partia Narodowo-Liberalna Partia Konserwatywna Narodowy Związek na rzecz Rozwoju Rumunii | 4 439 884 | 60,1 | 122 (59) (50) (8) (5) |
| Sojusz Rumuńskiej Prawicy Partia Demokratyczna Siła Obywatelska Partia Narodowo-Chłopska-Chrześcijańsko-Demokratyczna                       | 1 236 144 | 16,7 | 24 (22) (1)           |
| Partia Ludowa – Dan Diaconescu | 1 081 601 | 14,6 | 21                    |
| Demokratyczny Związek Węgrów w Rumunii | 388 372   | 5,2  | 9                     |
| Partia Wielkiej Rumunii | 108 911   | 1,5  | 0                     |
| Ekologiczna Partia Rumunii | 58 179    | 0,8  | 0                     |
| Razem |           |      | 176                   |